# Ikhsan Fandi
Ikhsan Fandi Ahmad (ur. 9 kwietnia 1999) – singapurski piłkarz grający na pozycji napastnika w klubie Raufoss IL i reprezentacji Singapuru.

## Kariera klubowa
Ikhsan Fandi juniorską karierę rozpoczynał w hiszpańskim Hércules CF. Potem grał w Chile w klubach Barnechea FC i CD Universidad Católica. W 2016 roku powrócił do Singapuru. Występował w Home United FC. W 2017 roku przeniósł się do Young Lions. W 2019 roku wyjechał do Norwegii. Obecnie gra w Raufoss IL.

## Kariera reprezentacyjna
Ikhsan Fandi występuje w kadrze U-22 i U-23. W dorosłej reprezentacji Singapuru zadebiutował 31 sierpnia 2017 w meczu z Hongkongiem. Pierwszego gola zdobył 7 września 2018 w meczu z Mauritiusem.